# Haralds Blaus
Haralds "Harry" Blaus (en rus Гарольд Блау; Liezere, Letònia, 24 de desembre de 1885 – Augsburg, Baviera, Alemanya, 4 de juny de 1945) va ser un tirador letó d'origen germanobàltic que va competir a començament del segle xx.
El 1912 va prendre part en els Jocs Olímpics d'Estocolm, on guanyà la medalla de bronze en la competició de fossa olímpica individual del programa de tir. En el Tir al cérvol, tret simple per equips fou cinquè i en Tir al cérvol, tret simple vintè.